# 克拉科夫独立运动博物馆
克拉科夫独立运动博物馆（波蘭語：Muzeum Czynu Niepodległościowego）是波兰克拉科夫的一个博物馆，成立于1922年。博物馆设于约瑟夫·毕苏斯基在克拉科夫奥兰德拉街（Ulica Oleandry）的故居。1914年8月6日，第一次世界大战爆发后，约瑟夫·毕苏斯基从这里出发，前往俄罗斯波兰领地，组建波兰军团，从事波兰独立运动。